# Лайкомінг Тауншип (округ Лайкомінг, Пенсільванія)
Лайкомінг Тауншип (англ. Lycoming Township) — селище (англ. township) в США, в окрузі Лайкомінг штату Пенсільванія. Населення — 1491 особа (2020).

## Демографія
Згідно з переписом 2010 року, у селищі мешкало 1478 осіб у 611 домогосподарстві у складі 448 родин. Було 648 помешкань
Расовий склад населення:
| - 98,0 % — білих - 0,4 % — азіатів - 0,2 % — корінних американців - 0,1 % — чорних або афроамериканців |

До двох чи більше рас належало 1,2 %. Частка іспаномовних становила 0,6 % від усіх жителів.
За віковим діапазоном населення розподілялося таким чином: 18,1 % — особи молодші 18 років, 64,7 % — особи у віці 18—64 років, 17,2 % — особи у віці 65 років та старші. Медіана віку мешканця становила 46,4 року. На 100 осіб жіночої статі у селищі припадало 104,1 чоловіків;  на 100 жінок у віці від 18 років та старших — 102,3 чоловіків також старших 18 років.
Середній дохід на одне домашнє господарство  становив 60 904 долари США (медіана — 52 321), а середній дохід на одну сім'ю — 69 608 доларів (медіана — 62 750). Медіана доходів становила 46 250 доларів для чоловіків та 29 479 доларів для жінок. За межею бідності перебувало 11,2 % осіб, у тому числі 23,6 % дітей у віці до 18 років та 3,8 % осіб у віці 65 років та старших.
Цивільне працевлаштоване населення становило 649 осіб. Основні галузі зайнятості: виробництво — 18,3 %, освіта, охорона здоров'я та соціальна допомога — 15,9 %, транспорт — 14,5 %.